# Aldona Machnowska-Góra
Aldona Monika Machnowska-Góra (ur. 11 czerwca 1972 w Warszawie) – polska urzędniczka samorządowa, menadżerka kultury; od 2020 zastępczyni Prezydenta m.st. Warszawy.

## Życiorys
Absolwentka studiów w Instytucie Filologii Klasycznej Uniwersytecie Warszawskim. W latach 1999–2015 współtworzyła i zarządzała Teatrem Konsekwentnym, gdzie w latach 2002–2015 sprawowała funkcję wiceprezeski Stowarzyszenia Teatru Konsekwentnego. Od września 2002 do września 2005 pełniła rolę kierowniczki ds organizacji imprez artystyczno-edukacyjnych w Stołecznym Centrum Edukacji Kulturalnej. Od maja 2013 do stycznia 2015 była dyrektorką Teatru WARSawy, prowadzonego przez Stowarzyszenie Teatru Konsekwentnego. Występowała w czterech spektaklach Teatru Konsekwentnego.
W styczniu 2015 została zastępczynią dyrektora Teatru Studio im. S. I. Witkiewicza w Warszawie – funkcję tę pełniła przez trzy lata. Jest inicjatorką Ogólnopolskiego Przeglądu Monodramu Współczesnego i projektu „Usłyszeć Teatr” dla osób niesłyszących.
W latach 2006–2014 była członkinią prezydium i przewodniczącą Komisji Dialogu Społecznego ds. Kultury przy Biurze Kultury m.st. Warszawy. W 2018 została powołana na stanowisko dyrektorki-koordynatorki ds. kultury i komunikacji społecznej m. st. Warszawa. W listopadzie 2020 została wiceprezydentką Warszawy, odpowiedzialną za zadania z zakresu kultury, polityki lokalowej, spraw społecznych oraz stanu cywilnego. Weszła w skład rady nadzorczej spółki Pałac Saski.
Córka Konstantego Machnowskiego. Mężatka, ma dwie córki.